# Kiyose, Tokyo
Kiyose (清瀬市 Kiyose-shi) là một thành phố nằm ở Thủ đô Tokyo, Nhật Bản. Tính đến ngày 1 tháng 4 năm 2021, thành phố có dân số ước tính là 74.972 người trong 36.376 hộ gia đình và mật độ dân số là 7300 người trên mỗi km2. Tổng diện tích của thành phố là 10,23 km2 (3,95 dặm vuông Anh).

## Địa lý
Thành phố Kiyose có hình dạng gần như 1 hình nêm, giáp với tỉnh Saitama ở phía bắc, đông và nam và ngăn cách với thành phố Tokorozawa bởi sông Yanase. Thành phố có không gian xanh đáng kể, với khoảng 46% diện tích còn lại là nông thôn.
Kiyose nằm trên một cao nguyên bằng phẳng cách rìa đông bắc của cao nguyên Musashino khoảng 15 km. Thành phố có chiều dài khoảng 6,5 km từ đông bắc đến tây nam và 2 km từ tây bắc xuống đông nam, với phía tây cao hơn một chút so với phía đông. Độ cao trung bình trên mực nước biển dao động từ 65 mét tại Takeoka ở phía tây đến 20 mét tại Shitajuku ở phía đông bắc. Khu vực thành phố chủ yếu là đất phù sa ngoại trừ một khu vực nhỏ là đất phù sa của sông Yanase, chạy dọc theo rìa của khu vực.

### Các đô thị xung quanh
Tỉnh Saitama
- Thành phố Niiza
- Thành phố Tokorozawa

Thủ đô Tokyo
- Thành phố Higashikurume
- Thành phố Higashimurayama

### Khí hậu
Kiyose có khí hậu cận nhiệt đới ẩm (Köppen Cfa) đặc trưng bởi mùa hè ấm áp và mùa đông mát mẻ, có tuyết rơi nhẹ hoặc không có tuyết rơi. Nhiệt độ trung bình hàng năm ở Kiyose là 14,0 °C. Lượng mưa trung bình hàng năm là 1647 mm với tháng 9 là tháng ẩm ướt nhất. Nhiệt độ trung bình cao nhất vào tháng 8, vào khoảng 25,7 °C và thấp nhất vào tháng 1, vào khoảng 2,3 °C.

## Dân số
Theo dữ liệu điều tra dân số Nhật Bản, dân số Kiyose tăng nhanh trong những năm 1950 và 1960 với sự phát triển của nhiều dự án nhà ở công cộng quy mô lớn, và tiếp tục tăng với tốc độ chậm hơn trong những thập kỷ kể từ đó.

## Lịch sử
Các nhà khảo cổ học đã tìm thấy bằng chứng về sự định cư của con người ở khu vực Kiyose có niên đại hơn 20 nghìn năm trước, trong thời kỳ cực đại băng hà cuối cùng. Trong thời Muromachi, khu vực này nằm dưới sự kiểm soát của Oishi Nobushige (大石 信重) từ Saku ở tỉnh Shinano (nay là tỉnh Nagano). Gia tộc Oishi đã xây dựng Lâu đài Taki-no-Jo, nhưng nó đã bị thất lạc trong các trận chiến với Toyotomi Hideyoshi.
Làng Kiyose được thành lập trong Quận Kitatama, Kanagawa bằng cách sáp nhập các làng Kamikiyoto (上清戸), Nakakiyoto (中清戸), Shimokiyoto (下清戸), Kiyotoshitajuku (清戸下宿), Nakazato (中里) và Noshio (野塩) với thành lập hệ thống đô thị hiện đại vào ngày 1 tháng 4 năm 1889. Năm 1893, Kitatama được chuyển từ tỉnh Kanagawa đến Tokyo. Năm 1954, Kiyose được nâng lên thành thị trấn và trở thành thành phố vào ngày 1 tháng 10 năm 1970.
Kiyose đã được ghi nhận cho nhiều viện điều dưỡng cho bệnh nhân lao. Trong khi tỷ lệ mắc bệnh đã giảm đáng kể, thành phố vẫn có số giường bệnh nhiều thứ hai sau phường Chiyoda.

## Chính phủ
Kiyose có một hình thức chính quyền thị trưởng-hội đồng với một thị trưởng được bầu trực tiếp và một hội đồng thành phố đơn viện gồm 20 thành viên. Kiyose, cùng với Higashikurume, đóng góp hai thành viên cho Hội đồng Thủ đô Tokyo. Về chính trị quốc gia, thành phố là một phần của quận thứ 20 Tokyo của hạ viện Nhật Bản.